# Perithemis waltheri
Perithemis waltheri är en trollsländeart som beskrevs av Friedrich Ris 1910. Perithemis waltheri ingår i släktet Perithemis och familjen segeltrollsländor. Inga underarter finns listade i Catalogue of Life.

## Bildgalleri

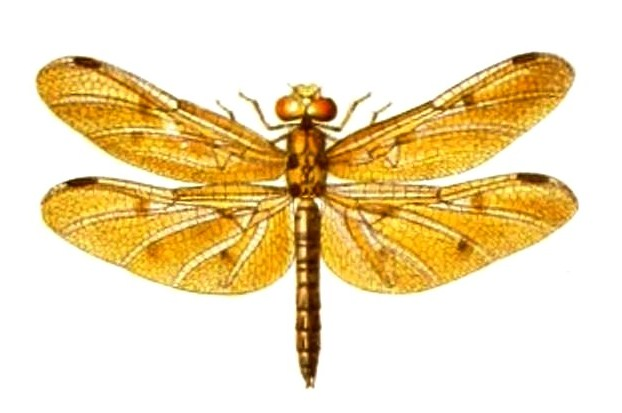
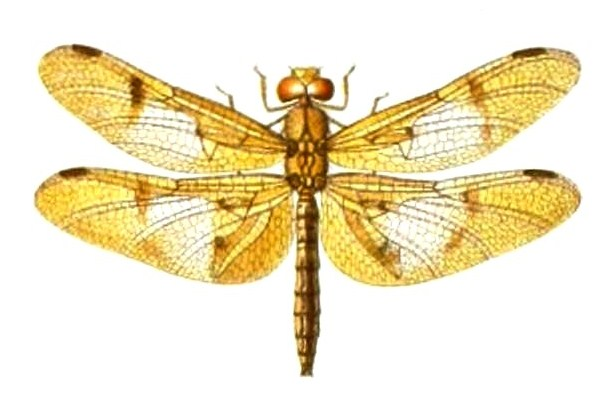